# Маранг
Маранг, или тарап (Artocarpus odoratissimus) — фруктовое дерево из семейства тутовых, родственное хлебному дереву и джекфруту. Его родина — Юго-Восточная Азия.
Растение имеет высоту 10-15 метров и продолговатые листья, чуть менее рассечённые, чем у хлебного дерева. Его плоды представляют нечто среднее между плодами хлебного дерева и джекфрута — они довольно вытянутые, до 20 см длиной, а их толстая кожура покрыта мягкими шипами, которые по мере созревания плода твердеют. Цвет плодов при созревании меняется с зелёного на зеленовато-жёлтый. Плоды обладают приятным сильным запахом, отсюда латинское название растения odoratissimus — ароматнейший.
В отличие от джекфрута, мякоть у маранга белая. Есть разрезанный плод следует быстро, поскольку он портится за несколько часов. Едят его обычно свежим; семена, по вкусу напоминающие каштаны, поджаривают.
Маранг распространён в Брунее, в Малайзии (штаты Сабах и Саравак) и на юге Филиппин (о-ва Миндоро, Минданао, Басилан и архипелаг Сулу).